# Sluis 16

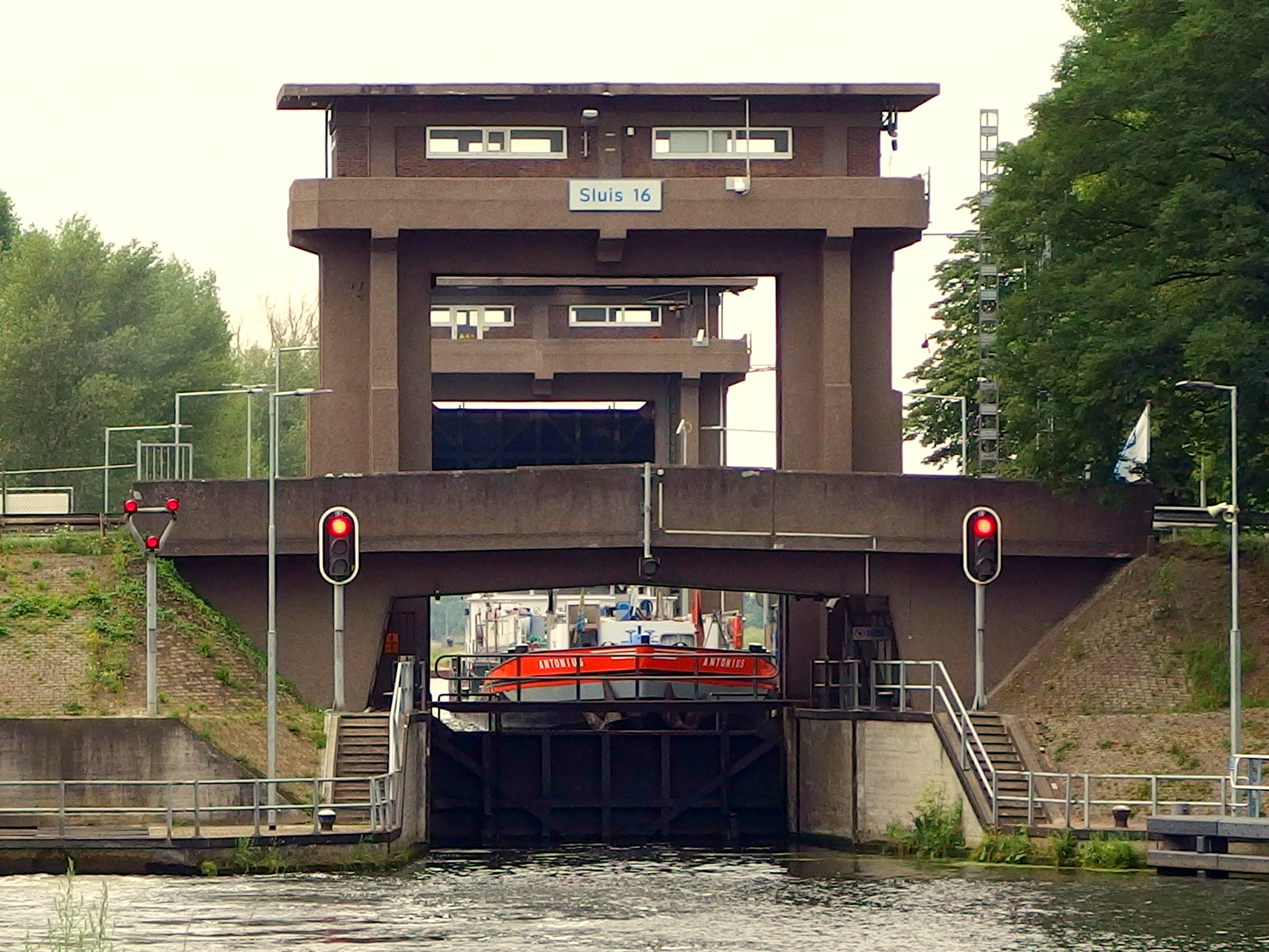
Sluis 16

Sluis 16 is een schutsluis in de Zuid-Willemsvaart, gelegen ter hoogte van de IJzeren Man.
Dit kanaaldeel was onderdeel van het Grand Canal du Nord dat in 1803-1810 werd gegraven. Omstreeks 1826 werd dit een onderdeel van de Zuid-Willemsvaart.
De huidige sluis is van 1932. Hij is gebouwd in de stijl van het functionalisme en heeft een lengte van 80 meter met aan weerszijden stalen hefdeuren die tussen twee heftorens zijn opgehangen.
In 1940 werd de sluis door het Nederlandse leger opgeblazen om de opmars van de Duitse bezetter te vertragen. De heftorens bleven hierbij gespaard. Ook op 26 augustus 1944 werd de sluis met explosieven onklaar gemaakt, nu door het verzet (Witte Brigade).
De sluis heeft de status van Rijksmonument.